# 比利亚米纳亚
比利亚米纳亚（西班牙語：Villaminaya）是西班牙卡斯蒂利亚-拉曼恰托莱多省的一个市镇。总面积21平方公里，总人口610人（2001年），人口密度29人/平方公里。